# 289
289 (CCLXXXIX) var ett normalår som började en tisdag i den julianska kalendern.

## Händelser

### Okänt datum
- Constantinus Chlorus gifter sig med Flavia Maximiana Theodora, styvdotter till Maximianus, efter att ha skilt sig från sin första hustru Flavia Julia Helena (mor till Konstantin den store).
- Diocletianus vinner flera segrar längs Donau.
- Maximianus försök att återerövra Britannien från usurpatorn Carausius misslyckas på grund av dåligt väder.
- Kejsar Galenius inleder bygget av Gamzigrad.